# Katrin Cartlidge
Katrin Cartlidge (15. května 1961 Londýn – 7. září 2002 Londýn) byla anglická herečka. Svou kariéru zahájila v osmdesátých letech, přičemž první velkou roli dostala ve filmu Nahý z roku 1993. Později hrála například ve filmech Před deštěm (1994), Prolomit vlny (1996), Země nikoho (2001) a Z pekla (2001). Režisér C. S. Leigh ji zvažoval do hlavní role ve svém filmu Process, z čehož sešlo poté, co herečka zemřela ještě v době, kdy Leigh pro projekt sháněl peníze. Zemřela ve věku 41 let po komplikacích se zápalem plic a sepsí.